# Christine Rakhmanov
Christine Rakhmanov, född 1760, död 1827, var en rysk skådespelare och operasångerska. Hon var gift med skådespelaren Sergei Rakhmanov och var liksom han anställd vid Carl Kniepers teater i Moskva. Exakt när är inte känt, men teatern grundades 1777 och 1779 är hon bekräftad som anställd. Hon uppträdde där mest i hjältinneroller. Paret flyttade 1783 över till kejserliga teatern i Eremitaget. Hon var där inte lika populär i hjältinnerollerna, trots att hon föredrog dem. När hon började spela gamla gummor gjorde hon dock stor succé, och dessa roller blev därefter hennes fack vid teatern och en nisch där hon nådde stor framgång och hög lön. Hon var verksam åtminstone till 1815. 